# Важенин, Юрий Иванович
Юрий Иванович Важенин (род. 25 августа 1954, Плявиняс, Латвийская ССР, СССР) — российский предприниматель и политик, член Совета Федерации (2016—2021).

## Биография
В 1976 году окончил Рижский политехнический институт, кандидат технических наук.
В 1976 году начал работать инженером в Ивдельском линейном производственном управлении магистральных газопроводов производственного объединения «Тюменьтрансгаз» Министерства газовой промышленноси СССР, в 1979 году перешёл в систему предприятий ПО «Сургуттрансгаз». Там начал карьеру слесарем на Ортьягунской компрессорной станции и прошёл множество ступеней до назначения в 1994 году генеральным директором ООО «Сургутгазпром», оставаясь на этой должности до 2007 года (компания была создана в 1989 году на базе «Сургуттрансгаз», в 1990 году стала дочерним предприятием корпорации «Газпром», а в 2008 году реорганизована в ООО «Газпром трансгаз Сургут»).
В 2007 году назначен генеральным директором ООО «Газпром переработка» и возглавлял предприятие до 2016 года.
В 1994 году избран депутатом городской думы Сургута первого созыва, в 1996—2016 годах являлся депутатом Думы Ханты-Мансийского автономного округа — Югры II—VI созывов. Возглавлял постоянную комиссию по регламенту, вопросам депутатской деятельности и этике, к каким-либо партийным фракциям не примыкал.
6 октября 2016 года окружная Дума наделила Юрия Важенина, избранного в её состав по одномандатному округу с результатом 58,5 % голосов избирателей, полномочиями представителя законодательного органа государственной власти Ханты-Мансийского округа в Совете Федерации после отказа от мандата его предшественника Василия Сондыкова.

## Награды
- Почётный гражданин Ханты-Мансийского автономного округа — Югры (2005)[5].
- Медаль ордена «За заслуги перед Отечеством» II степени (22 июня 2010) — За достигнутые трудовые успехи и многолетнюю добросовестную работу[6].
- Орден Дружбы (5 ноября 2020 год) — за большой вклад в развитие парламентаризма, активную законотворческую деятельность и многолетнюю добросовестную работу[7].